# Bestiac
Bestiac ist eine französische Gemeinde mit 30 Einwohnern (Stand 1. Januar 2022) im Département Ariège in der Region Okzitanien. Sie gehört zum Kanton Haute-Ariège und zum Arrondissement Foix.
Nachbargemeinden sind Lordat im Norden, Prades im Nordosten, Caussou im Osten, Tignac im Südosten, Unac im Süden und Vernaux im Westen.

## Bevölkerungsentwicklung

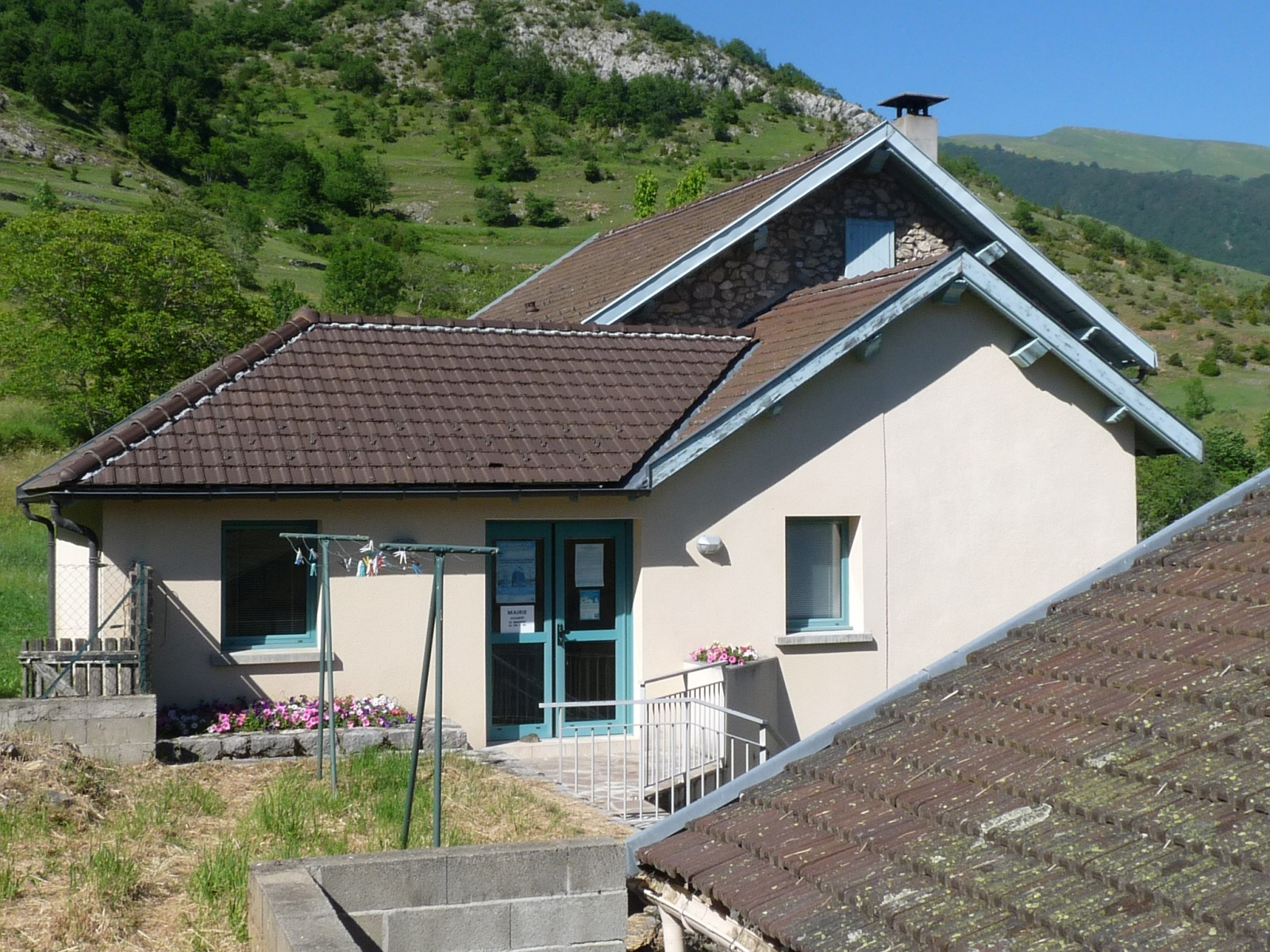
Mairie von Bestiac

| Jahr                       | 1962 | 1968 | 1975 | 1982 | 1990 | 1999 | 2008 | 2015 |
| -------------------------- | ---- | ---- | ---- | ---- | ---- | ---- | ---- | ---- |
| Einwohner                  | 38   | 23   | 13   | 14   | 19   | 12   | 18   | 19   |
| Quellen: Cassini und INSEE |      |      |      |      |      |      |      |      |